# Abandonware
Un abandonware è un software pubblicato da molto tempo (almeno 5 anni secondo Lessico del XXI Secolo Treccani) e ora non più di interesse commerciale in quanto deprecato o obsoleto, ma ancora protetto dal diritto d'autore; mantiene sempre un interesse storico o individuale e si tratta soprattutto di videogiochi. 
Il termine è un neologismo della lingua inglese, usato come sostantivo o come aggettivo, derivato dalla fusione tra "abandoned" e "software", in italiano software abbandonato. L'espressione venne creata nel 1997 da Peter Ringering e indica anche il movimento che si impegna a preservare dalla sparizione e rendere disponibili gratuitamente su Internet queste opere.

## Caratteristiche
Tali software non vengono più commercializzati perché non hanno più mercato, o in alcuni casi il produttore originale può essere semplicemente fallito, spesso di conseguenza tali prodotti mancano di supporto tecnico. La classificazione di un software all'interno della categoria abandonware non implica tuttavia la cessazione del diritto d'autore sull'opera. La divulgazione di abandonware è tecnicamente una forma di pirateria informatica, ma poiché si tratta di software che comunque non potrebbe generare guadagni, il totale disinteresse degli aventi diritto fa sì che venga tollerata. Qualora invece i detentori del diritto d'autore dovessero riprenderne lo sfruttamento commerciale o comunque decidere espressamente di far valere i propri diritti, il software non si può più definire abandonware a prescindere dalla sua età.
L'unica modalità di diffusione effettivamente legale è quando i detentori dei diritti stessi permettono esplicitamente o curano la pubblicazione gratuita di software che in precedenza era commerciale, e il software diviene pertanto freeware oppure libero, a seconda della licenza utilizzata (vedi ad es. videogiochi commerciali pubblicati come freeware).
I programmi abandonware, di grande interesse in particolare per gli appassionati di retrocomputing e retrogaming, si trovano facilmente in Internet, ed esistono comunità dedicate alla loro diffusione. Tuttavia solo raramente è facile determinare se i diritti sul software siano stati esplicitamente abbandonati da parte del legale detentore, se vi sia disinteresse da parte del titolare ad esercitarli, oppure ancora se si tratti semplicemente di software datati non più commercializzati. Per questa ragione la definizione abandonware non ha valore legale; le leggi sul diritto d'autore, che differiscono nei vari paesi del mondo, si occupano di definire termini e tempi di scadenza di tali diritti.
Nella maggior parte dei casi gli abandonware non possono essere eseguiti direttamente sull'hardware e sui sistemi operativi moderni, ma possono funzionare grazie agli emulatori oppure tramite patch fornite da sviluppatori indipendenti.

## Il dibattito sulla libera distribuzione
I fautori dei programmi abandonware sostengono che, da un punto di vista etico, fare copie di software abbandonati è preferibile rispetto a farne copie di programmi ancora in vendita. Tuttavia chi ignora la legge sul copyright ha interpretato in modo errato questa affermazione, finendo per ritenere legale la distribuzione di programmi abandonware (anche se nessun software scritto dal 1964 ha abbastanza anni da aver estinto i diritti di copyright negli Stati Uniti). Anche nei casi in cui l'azienda originale non esista più, i diritti di solito appartengono a qualcun altro anche se nessuno può essere in grado di tracciare la proprietà effettiva, compresi i proprietari stessi.
Chi sostiene gli abandonware cita anche spesso la conservazione storica come motivo per lo scambio di software abbandonati. Supporti informatici datati sono infatti soggetti a un rapido deterioramento che richiede il trasferimento di tali materiali su supporti più moderni e stabili e la generazione di molte copie al fine di evitare la totale sparizione del software. Gli utenti di computer meno recenti, aventi sistemi ancora funzionanti, asseriscono inoltre la necessità degli abandonware in quanto la riedizione dei software da parte dei titolari del copyright sarà quasi sicuramente indirizzata a sistemi più moderni, impedendo così l'acquisto legale del software compatibile da parte di fruitori dei sistemi precedenti.
Coloro che si oppongono a queste argomentazioni sottolineano che la distribuzione nega le vendite potenziali del copyright. Inoltre sostengono che se le persone possono procurarsi in modo gratuito una versione precedente di un programma, saranno automaticamente meno propense ad acquistare una versione più recente, soprattutto se la vecchia versione soddisfa le loro esigenze.

Alcuni sviluppatori di giochi si sono dimostrati favorevoli nei confronti dei siti web abandonware:
(Richard Garriott)
(Tim Schafer)
(Chris Taylor)